# The Devil You Know (альбом Econoline Crush)
The Devil You Know — второй студийный альбом альтернативной рок-группы Econoline Crush. В Канаде выпущен EMI в 1997 году, в США — в 1998 лейблом Restless. Этот альбом позволил группе обрести популярность в США.
The Devil You Know добрался до 47-й позиции в чарте альбомов, получил платиновый статус в Канаде и был номинирован на премию Джуно в номинации «Рок-альбом-блокбастер года».

## Список композиций
| №                   | Название                    | Автор(ы)                               | Длительность |
| ------------------- | --------------------------- | -------------------------------------- | ------------ |
| 1.                  | «Surefire»                  | Хёрст, Морфитт, Яремко                 | 3:35         |
| 2.                  | «Sparkle and Shine»         | Хёрст, Морфитт, Яремко                 | 3:42         |
| 3.                  | «Deeper»                    | Хёрст, Морфитт, Яремко                 | 3:17         |
| 4.                  | «Hollowman»                 | Хёрст, Морфитт, Яремко                 | 3:31         |
| 5.                  | «Home»                      | Хёрст, Морфитт, Яремко                 | 3:11         |
| 6.                  | «The Devil You Know»        | Хёрст, Морфитт, Яремко                 | 4:26         |
| 7.                  | «All That You Are (X3)»     | Хёрст, Морфитт, Вагнер, Биннс, Саймонд | 3:41         |
| 8.                  | «Burnt»                     | Хёрст, Морфитт, Яремко                 | 4:04         |
| 9.                  | «Haven't Gone Away»         | Хёрст, Морфитт, Яремко                 | 3:46         |
| 10.                 | «Elegant»                   | Хёрст, Морфитт, Вагнер, Биннс, Саймонд | 3:39         |
| 11.                 | «Razorblades and Bandaides» | Хёрст, Морфитт, Вагнер, Биннс, Саймонд | 5:42         |
| Общая длительность: | Общая длительность:         | Общая длительность:                    | 42:15        |

## В популярной культуре
- Ремиксы на песни «Sparkle and Shine», «Nowhere Now» и «Surefire» вошли в саундтрек игры Sled Storm.
- Песня «All That You Are» звучит в первой серии американского телесериала «Быть человеком»[5].

## Участники записи
- Тревор Хёрст — вокал
- Роберт Морфитт — гитара
- Зигги Сигмунд — гитара
- Роберт Вагнер — барабаны, перкуссия
- Дон Биннс — бас, акустическая гитара
- Кен Флеминг — бас
- Statik — программирование